# Garcirrey
Garcirrey és un municipi de la província de Salamanca a la comunitat autònoma de Castella i Lleó. Limita al Nord amb Cipérez i Sando, a l'Est amb Tabera de Abajo, al Sud amb Aldehuela de la Bóveda i La Fuente de San Esteban i a l'Oest amb Buenamadre, Pelarrodríguez i El Cubo de Don Sancho.

## Demografia
| 1991 | 1996 | 2001 | 2004 |
| ---- | ---- | ---- | ---- |
| 115  | 113  | 111  | 101  |